# Filip I. od Piémonta
Filip I. od Piémonta, poznat i kao Filip Savojski (fra. Philippe de Savoie, grč. Φίλιππος της Σαβοΐας, tal. Filippo di Savoia) (1278. – 25. rujna 1334.), bio je lord (gospodar) Piémonta i knez (princ) Ahaje (1301. – 1307.). Bio je sin lorda Tome III. od Piémonta i njegove supruge, gospe Guyonne de Châlon († 1316.).
Lord Filip je naslijedio svoga oca te je u Rimu, 12. veljače 1301., oženio princezu Izabelu od Villehardouina. Brakom je postao knez Ahaje – i otac Alise i Margarite – te je htio pokoriti sav Peloponez. Grčki su se seljaci pobunili protiv Filipa. 1307. kralj Karlo II. Napuljski preuzeo je upravljanje Ahajom te ju je dao svom sinu, princu Filipu I. od Taranta. 
Filip od Piémonta je oženio 1312. Katarinu de la Tour du Pin († 1337.). Imali su djecu:
- Jakov od Piémonta[3]
- Eleonora, supruga Manfreda V. od Saluzza
- Beatrica, supruga Humberta de Thoirea
- Agneza, supruga Ivana de la Chambrea
- Ivana, supruga Aymera od Valentinoisa
- Margarita, supruga Renauda de Foreza, lorda od Malavala
- Amadeus, biskup Mauriennea
- Toma, biskup Torina
- Edvard, nadbiskup Tarentaisea
- Aimone
- Alisa
- Izabela, supruga Ivana od Mauriennea